# Pandanus oblongicapitellatus
Pandanus oblongicapitellatus är en enhjärtbladig växtart som beskrevs av Huynh. Pandanus oblongicapitellatus ingår i släktet Pandanus och familjen Pandanaceae.
Artens utbredningsområde är Guinea. Inga underarter finns listade.